# Derbi de Atenas
El Derbi de Atenas (en griego: Αθηναϊκό ντέρμπι) es el nombre que recibe la rivalidad y el partido de fútbol que disputan los dos principales equipos de la capital de Grecia, Atenas, el AEK y el Panathinaikos.

## Estadísticas
| Títulos              | Títulos    | Títulos       |
| Competición          | AEK Atenas | Panathinaikos |
| -------------------- | ---------- | ------------- |
| Liga griega          | 12         | 20            |
| Copa de Grecia       | 15         | 18            |
| Supercopa de Grecia  | 2          | 3             |
| Copa de la liga      | 1          | 0             |
| Copa de los Balcanes | 0          | 1             |
| Total                | 30         | 42            |

### Enfrentamientos
| Competición         | Victorias AEK | Empates | Victorias PAO |
| ------------------- | ------------- | ------- | ------------- |
| Campeonato griego   | 32            | 31      | 45            |
| Play-off            | 1             | 4       | 6             |
| Copa de Grecia      | 10            | 12      | 9             |
| Supercopa de Grecia | 0             | 2       | 2             |
| Total               | 42            | 49      | 62            |

## Historial de partidos

### Superliga griega
1 Partido abandonado a los 70 minutos.
2 Se dio el partido por vencido al Panathinaikos poe 0–2. El resultado original fue de 1–2 para Panathinaikos.

#### Play off
1 Estadio neutral
2 El partido fue disputado en el estadio Nikos Goumas tras mutuo acuerdo de los clubes. El partido finalizó con empate a tres goles, pero no hubo prórroga ni lanzamientos de penalti y el AEK se hizo con el campeonato por mejor diferencia de goles.

### Copa de Grecia
| Temporada | Ronda                  | Eliminatoria | Fecha                | Estadio                    | Partido   | Resultado          | Vencedor |
| 1947–48   | Final                  |              | 20–06–1948           | Ap. Nikolaidis Stadium     | PAO – AEK | 2–1                | PAO      |
| 1948–49   | Final                  |              | 19–06–1949           | Ap. Nikolaidis Stadium     | PAO – AEK | 0–0 (pr; aband.)   | AEK      |
| 1948–49   | Final                  | desempate    | 03–07–1949           | Ap. Nikolaidis Stadium     | PAO – AEK | 1–2 (pr)           | AEK      |
| 1949–50   | Semifinal              |              | 30–04–1950           | Ap. Nikolaidis Stadium     | PAO – AEK | 1–1 (pr)           | AEK      |
| 1949–50   | Semifinal              | desempate    | 11–05–1950           | Ap. Nikolaidis Stadium     | PAO – AEK | 1–3 (pr)           | AEK      |
| 1951–52   | Cuartos de final       |              | 10–02–1952           | Nikos Goumas Stadium       | AEK – PAO | 1–1 (pr)           | AEK      |
| 1951–52   | Cuartos de final       | desempate    | 30–03–1952           | Ap. Nikolaidis Stadium     | PAO – AEK | 0–0 (pr; sorteo)   | AEK      |
| 1955–56   | Semifinal              |              | 13–06–1956           | Nikos Goumas Stadium       | AEK – PAO | 2–1                | AEK      |
| 1958–59   | Octavos de final       | Note: 1      | 13–05–1959           | Karaiskakis Stadium        | AEK – PAO | 1–0                | AEK      |
| 1966–67   | Cuartos de final       |              | 25–06–1967           | Nikos Goumas Stadium       | AEK – PAO | 1–2                | PAO      |
| 1969–70   | Dieciseisavos de final |              | 22–03–1970           | Nikos Goumas Stadium       | AEK – PAO | 1–1 (pr; 3–5 pen.) | PAO      |
| 1977–78   | Dieciseisavos de final |              | 01–02–1978           | Ap. Nikolaidis Stadium     | PAO – AEK | 0–1                | AEK      |
| 1980–81   | Octavos de final       | Ida          | 07–01–1981           | Ap. Nikolaidis Stadium     | PAO – AEK | 3–2                | AEK      |
| 1980–81   | Octavos de final       | Vuelta       | 04–02–1981           | Nikos Goumas Stadium       | AEK – PAO | 1–0 (g.f.)         | AEK      |
| 1985–86   | Semifinal              | Ida          | 11–05–1986           | Estadio Olímpico de Atenas | AEK – PAO | 2–2                | PAO      |
| 1985–86   | Semifinal              | Vuelta       | 19–05–1986           | Estadio Olímpico de Atenas | PAO – AEK | 2–1                | PAO      |
| 1993–94   | Fase de grupos         |              | 08–09–1993           | Nikos Goumas Stadium       | AEK – PAO | 2–2                | Ambos    |
| 1993–94   | Final                  |              | 20–04–1994           | Estadio Olímpico de Atenas | PAO – AEK | 3–3 (pr; 4–2 pen.) | PAO      |
| 1994–95   | Final                  |              | 19–04–1995           | Estadio Olímpico de Atenas | PAO – AEK | 1–0 (pr)           | PAO      |
| 1995–96   | Fase de grupos         |              | 08–11–1995           | Estadio Olímpico de Atenas | PAO – AEK | 3–1                | Ambos    |
| 1995–96   | Cuartos de final       | Ida          | 31–01–1996           | Nikos Goumas Stadium       | AEK – PAO | 3–1                | AEK      |
| 1995–96   | Cuartos de final       | Vuelta       | 14–02–1996           | Estadio Olímpico de Atenas | PAO – AEK | 2–2                | AEK      |
| 1996–97   | Final                  |              | 16–04–1997           | Karaiskakis Stadium        | AEK – PAO | 0–0 (pr; 5–3 pen.) | AEK      |
| 2000–01   | Fase de grupos         |              | 13–08–2000           | Estadio Olímpico de Atenas | PAO – AEK | 2–1                | Ambos    |
| 2000–01   | Fase de grupos         | 29–11–2000   | Nikos Goumas Stadium | AEK – PAO                  | 3–1       |                    | Ambos    |
| 2003–04   | Semifinal              | Ida          | 27–03–2004           | Ap. Nikolaidis Stadium     | PAO – AEK | 2–2                | PAO      |
| 2003–04   | Semifinal              | Vuelta       | 07–04–2004           | G. Pathiakakis Stadium     | AEK – PAO | 0–1                | PAO      |
| 2004–05   | Octavos de final       | Ida          | 27–01–2005           | Estadio Olímpico de Atenas | AEK – PAO | 1–1                | AEK      |
| 2004–05   | Octavos de final       | Vuelta       | 03–02–2005           | Ap. Nikolaidis Stadium     | PAO – AEK | 1–3                | AEK      |
| 2010–11   | Cuartos de final       | Ida          | 19–01–2011           | Estadio Olímpico de Atenas | PAO – AEK | 0–2                | AEK      |
| 2010–11   | Cuartos de final       | Vuelta       | 02–02–2011           | Estadio Olímpico de Atenas | AEK – PAO | 2–3                | AEK      |

1 El partido original se jugó el 26 de abril de 1959 en el estadio Nikos Goumas, pero fue interrumpido en el minuto 54, cuando el marcador era de 0–0.

• Eliminatorias vencidas: AEK 11, Panathinaikos 7.

### Supercopa griega
1 Primero se mencionan los equipos campeones

## Enfrentamientos en Superliga
| P. | 60 | 61 | 62 | 63 | 64 | 65 | 66 | 67 | 68 | 69 | 70 | 71 | 72 | 73 | 74 | 75 | 76 | 77 | 78 | 79 | 80 | 81 | 82 | 83 | 84 | 85 | 86 | 87 | 88 | 89 | 90 | 91 | 92 | 93 | 94 | 95 | 96 | 97 | 98 | 99 | 00 | 01 | 02 | 03 | 04 | 05 | 06 | 07 | 08 | 09 | 10 | 11 | 12 | 13 |
| -- | -- | -- | -- | -- | -- | -- | -- | -- | -- | -- | -- | -- | -- | -- | -- | -- | -- | -- | -- | -- | -- | -- | -- | -- | -- | -- | -- | -- | -- | -- | -- | -- | -- | -- | -- | -- | -- | -- | -- | -- | -- | -- | -- | -- | -- | -- | -- | -- | -- | -- | -- | -- | -- | -- |
| 1  | 1  | 1  | 1  | 1  | 1  | 1  |    |    | 1  | 1  | 1  | 1  | 1  |    |    |    |    | 1  | 1  | 1  |    |    |    |    | 1  |    | 1  |    |    | 1  | 1  | 1  | 1  | 1  | 1  | 1  | 1  |    |    |    |    |    |    |    | 1  |    |    |    |    |    | 1  |    |    |    |
| 2  | 2  |    |    | 2  |    | 2  | 2  | 2  |    |    | 2  |    |    |    | 2  | 2  | 2  |    |    |    |    | 2  | 2  |    |    | 2  |    | 2  | 2  |    | 2  |    |    | 2  | 2  |    | 2  | 2  | 2  | 2  | 2  | 2  | 2  | 2  |    | 2  | 2  | 2  | 2  | 2  |    | 2  | 2  |    |
| 3  |    |    |    |    | 3  |    | 3  | 3  | 3  |    |    | 3  | 3  | 3  |    |    |    |    | 3  |    | 3  |    |    | 3  |    | 3  | 3  |    |    | 3  |    | 3  | 3  |    |    |    |    |    | 3  | 3  | 3  | 3  | 3  | 3  |    | 3  | 3  | 3  | 3  | 3  | 3  |    | 3  |    |
| 4  |    | 4  | 4  |    |    |    |    |    |    |    |    |    |    |    |    |    | 4  | 4  |    |    | 4  |    | 4  |    |    |    |    |    |    |    |    |    |    |    |    |    |    |    |    |    |    |    |    |    | 4  |    |    |    |    |    |    | 4  |    |    |
| 5  |    |    |    |    |    |    |    |    |    |    |    |    |    | 5  | 5  | 5  |    |    |    | 5  |    | 5  |    |    |    |    |    |    | 5  |    |    |    |    |    |    | 5  |    | 5  |    |    |    |    |    |    |    |    |    |    |    |    |    |    |    |    |
| 6  |    |    |    |    |    |    |    |    |    | 6  |    |    |    |    |    |    |    |    |    |    |    |    |    | 6  |    |    |    |    |    |    |    |    |    |    |    |    |    |    |    |    |    |    |    |    |    |    |    |    |    |    |    |    |    | 6  |
| 7  |    |    |    |    |    |    |    |    |    |    |    |    |    |    |    |    |    |    |    |    |    |    |    |    | 7  |    |    | 7  |    |    |    |    |    |    |    |    |    |    |    |    |    |    |    |    |    |    |    |    |    |    |    |    |    |    |
| 8  |    |    |    |    |    |    |    |    |    |    |    |    |    |    |    |    |    |    |    |    |    |    |    |    |    |    |    |    |    |    |    |    |    |    |    |    |    |    |    |    |    |    |    |    |    |    |    |    |    |    |    |    |    |    |
| 9  |    |    |    |    |    |    |    |    |    |    |    |    |    |    |    |    |    |    |    |    |    |    |    |    |    |    |    |    |    |    |    |    |    |    |    |    |    |    |    |    |    |    |    |    |    |    |    |    |    |    |    |    |    |    |
| 10 |    |    |    |    |    |    |    |    |    |    |    |    |    |    |    |    |    |    |    |    |    |    |    |    |    |    |    |    |    |    |    |    |    |    |    |    |    |    |    |    |    |    |    |    |    |    |    |    |    |    |    |    |    |    |
| 11 |    |    |    |    |    |    |    |    |    |    |    |    |    |    |    |    |    |    |    |    |    |    |    |    |    |    |    |    |    |    |    |    |    |    |    |    |    |    |    |    |    |    |    |    |    |    |    |    |    |    |    |    |    |    |
| 12 |    |    |    |    |    |    |    |    |    |    |    |    |    |    |    |    |    |    |    |    |    |    |    |    |    |    |    |    |    |    |    |    |    |    |    |    |    |    |    |    |    |    |    |    |    |    |    |    |    |    |    |    |    |    |
| 13 |    |    |    |    |    |    |    |    |    |    |    |    |    |    |    |    |    |    |    |    |    |    |    |    |    |    |    |    |    |    |    |    |    |    |    |    |    |    |    |    |    |    |    |    |    |    |    |    |    |    |    |    |    |    |
| 14 |    |    |    |    |    |    |    |    |    |    |    |    |    |    |    |    |    |    |    |    |    |    |    |    |    |    |    |    |    |    |    |    |    |    |    |    |    |    |    |    |    |    |    |    |    |    |    |    |    |    |    |    |    |    |
| 15 |    |    |    |    |    |    |    |    |    |    |    |    |    |    |    |    |    |    |    |    |    |    |    |    |    |    |    |    |    |    |    |    |    |    |    |    |    |    |    |    |    |    |    |    |    |    |    |    |    |    |    |    |    | 15 |
| 16 |    |    |    |    |    |    |    |    |    |    |    |    |    |    |    |    |    |    |    |    |    |    |    |    |    |    |    |    |    |    |    |    |    |    |    |    |    |    |    |    |    |    |    |    |    |    |    |    |    |    |    |    |    |    |
| 17 |    |    |    |    |    |    |    |    |    |    |    |    |    |    |    |    |    |    |    |    |    |    |    |    |    |    |    |    |    |    |    |    |    |    |    |    |    |    |    |    |    |    |    |    |    |    |    |    |    |    |    |    |    |    |
| 18 |    |    |    |    |    |    |    |    |    |    |    |    |    |    |    |    |    |    |    |    |    |    |    |    |    |    |    |    |    |    |    |    |    |    |    |    |    |    |    |    |    |    |    |    |    |    |    |    |    |    |    |    |    |    |

• Total: AEK 20 veces superior, Panathinaikos 34 veces superior.

## Jugadores en ambos equipos
|  |  |  | Jugadores del Panathinaikos al AEK F.C. - Kostas Christodoulou - Andreas Papaemmanouil - Mimis Domazos - Kostas Eleftherakis - Antonis Minou - Kostas Pavlopoulos - Bledar Kola - Dimitris Saravakos - Ioannis Kalitzakis - Giorgos Donis - Dimitris Markos - Nikos Liberopoulos - Georgios Alexopoulos - Miltiadis Sapanis - Angelos Basinas - Sotirios Kyrgiakos - Valentinos Vlachos - Xenofon Fetsis - Antonis Petropoulos |  |  |  | Jugadores del AEK F.C. al Panathinaikos - Walter Wagner - Márton Esterházy - Lysandros Georgamlis - Vangelis Vlachos - Tasos Mitropoulos - Kostas Katsouranis |  |  |  | Entrenadores en ambos equipos - Ferenc Puskás - Helmut Senekowitsch - Jacek Gmoch - Fernando Santos |